# Kampfgeschwader 3
Das Kampfgeschwader 3 war ein Verband der Luftwaffe der Wehrmacht im Zweiten Weltkrieg. Als Kampfgeschwader, ausgestattet mit Bombern der Typen Dornier Do 17, dann mit der Junkers Ju 88 und zuletzt mit der Heinkel He 111, führte es Luftangriffe mit Bomben auf zugewiesene Ziele durch. Das Geschwader beteiligte sich am Überfall auf Polen, dem Westfeldzug, der Luftschlacht um England, dem Balkanfeldzug und dem Deutsch-Sowjetischen Krieg. Ab 1944 setzte es die Fi-103-Flugbombe, auch bekannt als V1, bei Luftangriffen gegen die britische Insel ein. Das Geschwader wurde am 18. August 1944 aufgelöst.

## Aufstellung
Das Kampfgeschwader 3 entstand am 1. Mai 1939 nach dem neuen Benennungsschema der Luftwaffe aus dem am 1. April 1936 in Merseburg aufgestellten Kampfgeschwader 153. Aus dem Geschwaderstab, der II. und der III.//KG 153 entstanden am 1. Mai 1939 in Heiligenbeil der Stab, die II. und III./KG 3. Am 1. März 1940 bildete sich die I. Gruppe aus der I./KG 153 in Burg. Im August 1940 entstand die IV. (Ergänzungs-)Gruppe in Le Culot/Belgien und ein Jahr später aus kroatischen Freiwilligen die 10. Staffel. Diese wurde im Juli 1942 in 15. Staffel umbenannt und unterstand dem Geschwaderstab direkt. Zuletzt wurde im Februar eine 14. (Eis)/Staffel aufgestellt, speziell zur Bekämpfung von Eisenbahninfrastruktur und -gerät. Das Geschwader war anfangs mit der Dornier Do 17 ausgestattet. Ab 16. März 1941 rüstete die I. und II. Gruppe auf die Junkers Ju 88 um. Bis Dezember 1941 war auch die III./KG 3, als letzte Gruppe des Geschwaders, mit diesem Flugzeugmuster ausgestattet. Ab März 1944 erhielt die III./KG 3 die Heinkel He 111. Die Geschwaderkennung war 5K.

## Gliederung
Der Geschwaderstab führte die I. bis IV. Gruppe die wiederum in Staffeln unterteilt waren. Die 1. bis 3. Staffel gehörte der I. Gruppe, die 4. bis 6. Staffel der II. Gruppe, die 7. bis 9. Staffel der III. Gruppe und die 10. bis 12. Staffel der IV. Gruppe an. Die 14. Staffel unterstand dem Geschwaderstab direkt. Jede Staffel, geführt durch ein Staffelkapitän, war in drei Schwärme mit je vier Flugzeugen unterteilt. Daraus ergab sich eine Sollstärke der Bombergruppe von 36 Flugzeugen in den drei Staffeln + ein Flugzeug für den Gruppenkommandeur. Dies ergab bei vier Bombergruppen eine Sollstärke von 148 Flugzeugen, + 4 Flugzeuge für den Geschwaderkommodore und seinen Stab, + 24 Flugzeuge für die 14. und 15. Staffel. Daraus ergibt sich eine Sollstärke von 176 Flugzeugen. Die IV. Gruppe war eine Ergänzungsgruppe und nahm in der Regel nicht an Kampfeinsätzen teil. In ihr wurden frisch ausgebildete oder rekonvaleszente Flieger eine Zeitlang an die Frontbedingungen gewöhnt und geschult, bevor sie in eine der drei Einsatzgruppen wechselten. Darum hatte sie meist ihren Standort in der Heimatbasis des jeweiligen Geschwaders.

## Geschichte

### Überfall auf Polen
Als am 1. September 1939 der Überfall auf Polen begann, lag der Geschwaderstab in Elbing (Lage) und die II. und III. Gruppe in Heiligenbeil (Lage) und waren dem Luftwaffenkommando Ostpreußen der Luftflotte 1 im Nordabschnitt der Front unterstellt. Das Geschwader war mit der Dornier Do 17Z-2 ausgerüstet, einem Bomber dessen zwei Bramo 323 Sternmotoren jeweils 1000 PS leisteten und ihm eine Höchstgeschwindigkeit von 410 km/h und eine Bombenlast von 1000 kg verliehen.
Die III. Gruppe attackierte polnische Verteidigungspositionen in und bei Dirschau im sogenannten polnischen Korridor. Anschließend verlegten beide Gruppen ihren Schwerpunkt auf Graudenz an der Weichsel und an den Narew. Ab 6. September bombardierte es Verkehrswege östlich von Warschau, um die polnische Hauptstadt zu isolieren. Als die deutsche 8. Armee ab dem 9. September durch einen polnische Gegenangriff in Bedrängnis geriet und sich daraus die Schlacht an der Bzura entwickelte, intervenierten beide Gruppen auf dem Schlachtfeld. Dadurch waren sie an der Einkesselung von mehr als 170.000 Soldaten der polnischen Armeen Pommern und Posen mit beteiligt. Auch bei den Kämpfen um die polnische Festung Modlin führte das Geschwader Luftangriffe durch. Ab dem 21. September verlegte es zurück in den südwestdeutschen Raum.

### Westfeldzug
Im Dezember 1939 lagen der Geschwaderstab und die III. Gruppe in Würzburg-Galgenberg (Lage) und die II. Gruppe in Schweinfurt. (Lage) Am 1. März 1940 wurde in Burg eine I. Gruppe aufgestellt, die dann ab April auf den Fliegerhorst Kitzingen (Lage) wechselte.

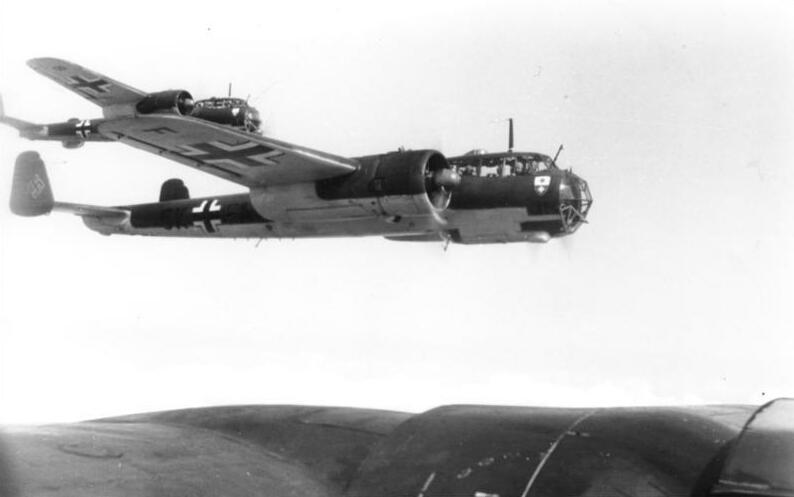
Dornier Do 17 des KG 3 über Frankreich

Bei Beginn des Westfeldzuges am 10. Mai 1940 standen der Geschwaderstab und die I. bis III. Gruppe unter dem Kommando des II. Fliegerkorps der Luftflotte 3. Mit den verfügbaren 112 Do 17Z-2, davon 92 einsatzbereiten flog das Geschwader am ersten Tag Luftangriffe auf Basen der französische Luftwaffe in Metz, Verdun und Étain, bei denen es den größten Tagesverlust während des gesamten Feldzuges erlitt. Insgesamt acht Bomber wurden von Hawker Hurricanes der britischen No. 73 Squadron und No. 1 Squadron abgeschossen. Am 12. Mai wendete es sich der Unterstützung der 12. Armee und der Panzergruppe Kleist zu, die vor der Maas standen. Dabei fiel der Gruppenkommandeur der II. Gruppe, Oberst Albrecht Jahn, als seine Do 17Z von britischen Jägern der 501 Squadron über Poix-Terron abgeschossen wurde. Als das motorisierte XIX. Armeekorps am 13. Mai bei Sedan einen Brückenkopf auf der westlichen Seite der Maas errichtete entwickelte sich eine mehrtägige Schlacht, die auch durch die deutsche Luftüberlegenheit entschieden wurde. Anschließend bombardierte das Geschwader am 15. Mai den Flugplatz Reims und zerstörte ihn beträchtlich. Am 19. Mai zerstörte es alliierte Stellungen im Raum Compiègne und ebnete damit der Panzergruppe Kleist den Weg zum Ärmelkanal, den diese am 21. Mai erreichte. Dadurch war eine große Zahl britischer, französischer und belgischer Soldaten in Nordfrankreich und Belgien von ihren rückwärtigen Linien abgeschnitten. Es blieb nur noch die Möglichkeit, über die Häfen am Ärmelkanal und der Nordsee Nachschub zu empfangen. Aufgrund dessen bombardierte das Geschwader Ende Mai die belgischen Hafenstädte Ostende und Zeebrugge. Auch griff es alliierte Schiffe im Ärmelkanal an, insbesondere während der Belagerung von Calais und der Schlacht von Dünkirchen. Während der Evakuierung der alliierten Truppen aus Dünkirchen, vom 26. Mai bis zum 4. Juni, versenkten die beteiligten Bomber verschiedener Geschwader 272 alliierte Schiffe, darunter 13 Zerstörer. Die Masse der evakuierten Soldaten erreichte allerdings die britische Insel.
Im Juni 1940 wechselte das Geschwader auf belgische Plätze, sodass der Stab und die I. Gruppe fortan von Le Culot (Lage), die II. Gruppe von Antwerpen-Deurne (Lage) und die III. Gruppe von St. Trond (Lage) startete. Am 3. Juni nahm das Geschwader, zusammen mit anderen Geschwadern, am Unternehmen Paula teil, um die letzten noch vorhandenen Flugzeuge der Armée de l’Air und die Flugzeugindustrie zu zerstören. Da die französische Luftwaffe allerdings vorgewarnt war, gelang es nicht, auf den angegriffenen 13 Flugplätzen nennenswerte Schäden anzurichten. Insgesamt wurden nur 16 Flugzeuge am Boden zerstört und 6 beschädigt. Von den angegriffenen 15 Fabriken wurden nur 3 erwähnenswert beschädigt. Dabei kamen 254 Zivilisten ums Leben und 652 wurden verletzt. Anschließend unterstützte es die Heeresgruppe A, die mit der Panzergruppe Guderian voraus, ihm Rücken der Maginotlinie zur Schweizer Grenze operierte. Auch beim Durchbruch der 7. Armee der Heeresgruppe C durch die Maginotlinie griff das Geschwader mit Luftangriffen auf die Festungswerke ein. Mit dem Waffenstillstand am 22. Juni 1940 endeten für das Geschwader die Kampfhandlungen in Frankreich.

### Luftschlacht um England
In der anschließenden Luftschlacht um England blieb das gesamte Geschwader beim II. Fliegerkorps, nun aber unter dem Kommando der Luftflotte 2. Die Gruppen blieben weiterhin auf den im Juni 1940 bezogenen Plätzen in Belgien. Insgesamt standen der I. bis III. Gruppe für die kommenden Aufgaben 102 Donier Do 17Z-2 zur Verfügung, davon 80 einsatzbereit. Zur Vorbereitung der Invasion auf der britischen Insel wurde vorwiegend der Schiffsverkehr im Ärmelkanal und Anlagen in Küstennähe bombardiert, um die britische Luftwaffe in verlustreiche Luftkämpfe zu verwickeln. Diese später als Kanalkampf bezeichnete Phase ging bis in den August hinein. In der Nacht zum 23. Juni führte das Geschwader einen Nachtangriff auf den Süden Englands durch um die britische Abwehr zu testen. Am 9. Juli und den folgenden Tagen flog es nächtliche Luftangriffe in den East Midlands und West Midlands. Dabei konnten die No. 257 Squadron, No. 66 Squadron und die No. 85 Squadron einige Bomber abschießen.

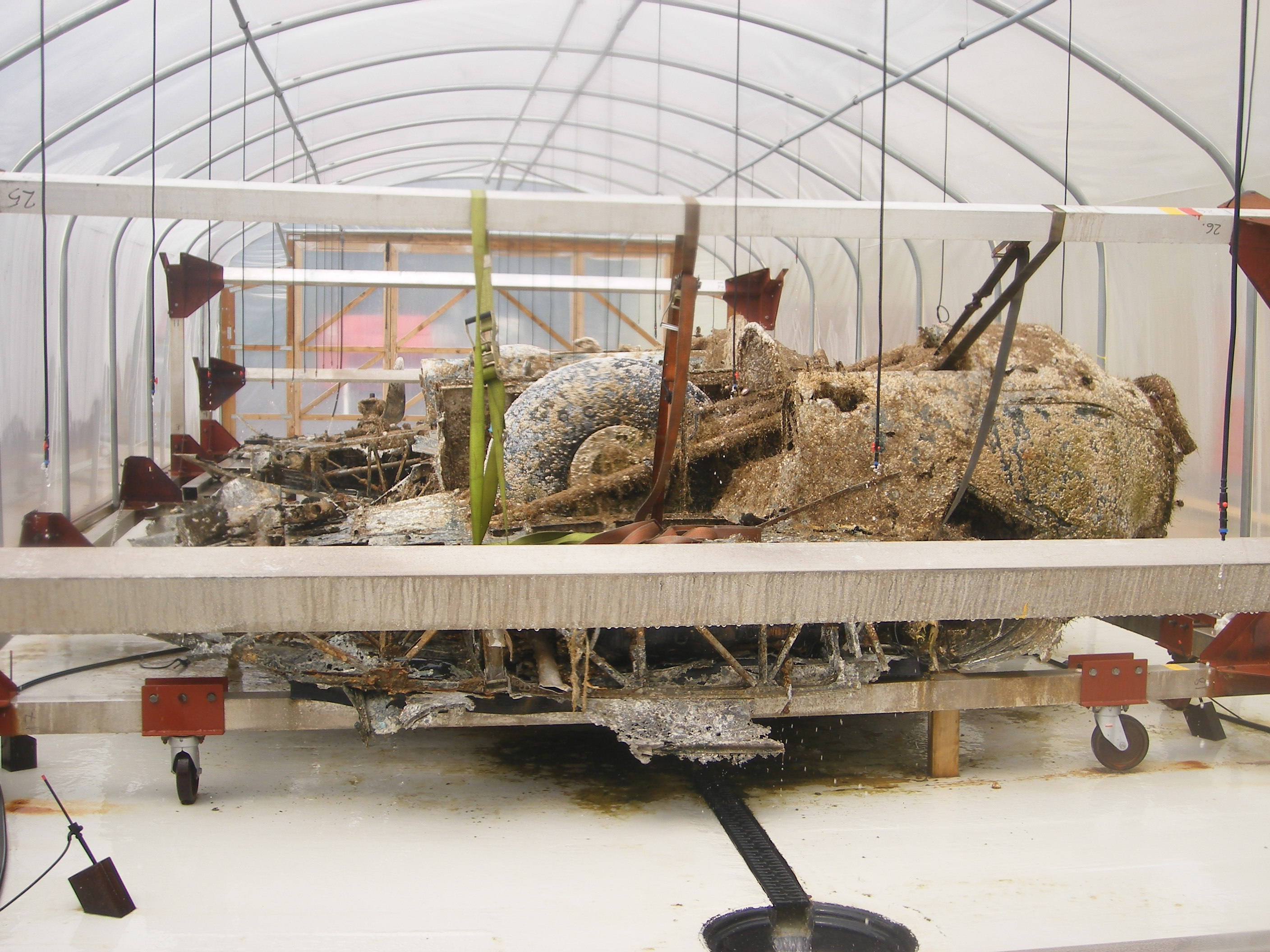
Nach 73 Jahren auf dem Meeresgrund geborgenes Wrack einer Do 17Z-2 des KG 3

Am 13. August, dem sogenannten Adlertag, begann der verschärfte Luftkrieg gegen die britische Luftwaffe und die Luftfahrtindustrie. Das Geschwader flog am Nachmittag unter dem Schutz von rund 270 Jagdflugzeugen der Jagdgeschwader 26, 51, 52, und 54 einen Luftangriff auf den Militärflugplatz Eastchurch und die Flugzeugfabrik Short Brothers in Rochester. Dabei wurden einige Prototypen und Vorserienmodelle des Bombers Short Stirling zerstört und die Produktion für drei Monate unterbrochen. In Eastchurch gingen über 100 Bomben nieder und trafen die Unterkunftsgebäude, die Tanks und die Hangars schwer. Zwei Tage später flog das Geschwader tagsüber, wieder unter dem Schutz von Jagdflugzeugen, einen Luftangriff auf den Militärflugplatz Croydon im Süden von London. Auf dem Anflug wurden die Bomber von britischen Jagdflugzeugen der No. 64 Squadron RAF, der No. 111 Squadron und der No. 151 Squadron angegriffen. Die deutschen Jagdflieger konnten aber den Großteil der Angriffe abwehren, so das nur zwei Do 17Z-2 abgeschossen und fünf beschädigt wurden.  Am 20. August war erneut der Flugplatz Eastchurch das Ziel, der durch die III. Gruppe mit 27 Do 17Z-2 unter dem Schutz von 30 Messerschmitt Bf 109 angeflogen wurde. In der Nähe der Themsemündung kam es zu Luftkämpfen mit der No. 615 Squadron bei der ein Bomber abgeschossen wurde. Einen Tag später sollten drei Bomber der 6. Staffel ohne Jagdschutz den Militärflugplatz Horsham St Faith angreifen. Jagdflugzeuge der No. 611 Squadron fingen alle drei Bomber ab und zerstörten sie. Am 26. August erfolgte erneut ein Luftangriff auf die Infrastruktur des RAF. Insgesamt 80 Do 17 der Kampfgeschwader 3 und 2 machten sich unter dem Jagdschutz von 80 Messerschmitt Bf 110 der Zerstörergeschwader 26 und 76 und 40 Messerschmitt Bf 109 auf den Weg zu den Plätzen Debden und Hornchurch, beide im Großraum London gelegen. In Luftkämpfen mit dem No. 1 Squadron, No. 65 Squadron und dem No. 615 Squadron wurde eine Do 17 getroffen und musste auf den Goodwin Sands in der Straße von Dover notwassern. Zwei Flieger verstarben dabei, während die anderen beiden in britische Kriegsgefangenschaft gerieten. Das Wrack der Do 17 mit der Werknummer 1160 sank in 15 Meter Wassertiefe auf Grund und wurde im Jahre 2008 entdeckt. Die Vorbereitungen zur Bergung des Wracks, bei dem es sich um das einzige erhaltene Exemplar dieses Typs handelt, wurden im Mai 2013 begonnen. Am 10. Juni 2013 wurde es gehoben und fünf Tage später zur mehrjährigen Restaurierung in das Royal Air Force Museum nach Cosford Shropshire verbracht, wo es besichtigt werden kann. Am 28. August war erneut der Flugplatz Eastchurch das Zielgebiet der mit rund 100 Bomben belegt wurde und zwei Tage später traf es wieder Hornchurch. Bei diesen zwei Luftangriffen gingen 7 Do 17Z-2 verloren und weitere wurden beschädigt. Mit den Luftangriffen am 2. September auf die Plätze Biggin Hill, Rochford, Eastchurch und North Weald endete diese Phase der Luftschlacht um England. Das Geschwader hatte durch häufige Luftangriffe auf Militärflugplätze im Großraum London und anschließende Luftkämpfe die britische Jagdwaffe allerdings nicht entscheidend geschwächt.

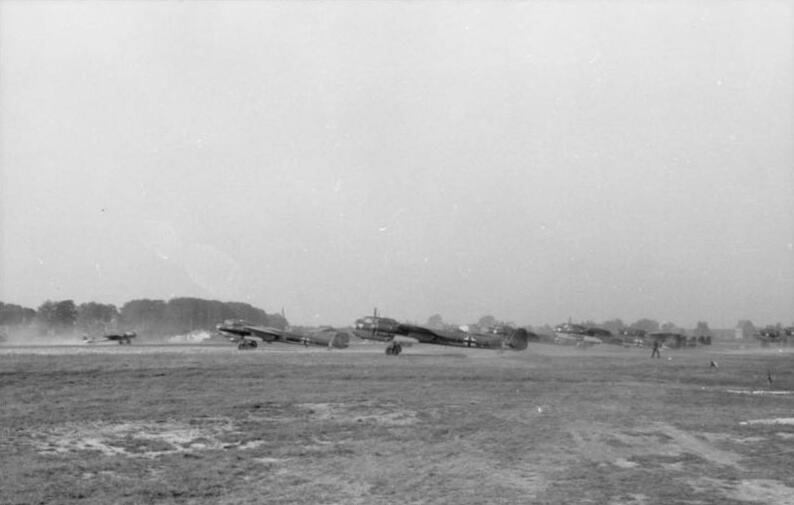
Eine Staffel Do 17 des KG 3 beim Start

Am 7. September unternahm das Geschwader, zusammen mit anderen Geschwadern und unter dem Schutz von Jagdflugzeugen, einen Luftangriff auf London. Die I. Gruppe bot 25, die II. 23 und die III. Gruppe 19 einsatzbereite Do 17Z-2 auf. Insgesamt 348 Bomber und 617 Jäger nahmen an dem Tagangriff teil. Hauptziel waren die Docks von London, die sich entlang der Themse bis zu ihrer Mündung befanden. Bei dem bei guter Sicht durchgeführten Luftangriff wurden rund 100.000 BRT Schiffsraum versenkt oder beschädigt. Ungefähr 400 Zivilisten wurden getötet und 1600 verletzt. Die Angreifer verloren 41 Flugzeuge, darunter 14 Bomber (2 vom KG 3), 16 Messerschmitt Bf 109, 7 Messerschmitt Bf 110 und 4 Aufklärungsflugzeuge. Die Briten mussten 23 Jagdflugzeuge abschreiben, allerdings bei nur 6 getöteten Piloten. Das Geschwader beteiligte sich am 15. September am bis dahin größten Luftangriff auf London. An diesem Tag, von den Briten im Nachhinein als Battle of Britain Day bezeichnet, bildeten 19 Do 17Z-2 des Geschwaders, zusammen mit anderen Geschwadern, die erste Angriffswelle. Hauptziele waren wiederum die Docks von London und die Eisenbahnanlagen. Trotz des Schutzes durch Jagdflugzeuge, verlor es 6 Bomber und 4 wurden beschädigt. Die Tagangriffe auf London und andere Ziele wurden noch bis Ende Oktober fortgesetzt. Danach ging das Geschwader aufgrund der hohen Verluste auf Nachtangriffe über.
Einer der ersten Nachtangriffe fand am 14./15. November statt. Zusammen mit anderen Geschwadern, insgesamt 515 Bomber, flog es einen Luftangriff auf die mittelenglische Industriestadt Coventry. Ziel des Angriffs waren die Fabriken und die industrielle Infrastruktur Coventrys, wobei in Kauf genommen wurde, dass auch Wohngebiete und Kulturgüter in erheblichem Ausmaß getroffen würden. Bei dem Angriff kamen mindestens 568 Menschen ums Leben. Etwa 1000 Menschen wurden verletzt. Es wurden etwa 4000 Wohnungen, genau wie etwa Dreiviertel der Industrieanlagen zwischen den Wohngebäuden, zerstört. 60.000 Gebäude wurden bei dem Angriff getroffen; im Stadtzentrum blieb kaum ein Gebäude unbeschädigt. Ebenfalls getroffen oder zerstört wurden zwei Krankenhäuser, zwei Kirchen und eine Polizeistation. Die Kathedrale von Coventry wurde bei dem Angriff zerstört. Die nächtlichen Luftangriffe setzte das Geschwader weiter fort. So traf es am 27./28. November Bristol und Avonmouth, am 12./13. Dezember Birmingham und immer wieder London (19./20. und 27./28. Dezember 1940, 5., 9./10., 19./20. Januar 1941) Auch kleinere Städte, die weniger stark verteidigt wurden gerieten in das Visier der Bomber, som am 15./16. Januar Derby, am 31. Januar Wattisham, am 23./24. Februar Grantham, am 25./26. Februar Ipswich, am 1./2. März Hull, am 3./4. März Newcastle und am 7. März Gorleston. Ab dem 16. März 1941 verlegten der Stab und die I. Gruppe nach Wunstorf (Lage) und die II. Gruppe nach Oldenburg (Lage) und rüsteten dort auf die Junkers Ju 88A um.

### Balkanfeldzug
Die III. Gruppe nahm ab 6. April 1941 am Balkanfeldzug teil. Dazu war sie der Luftflotte 4 unterstellt und wechselte auf den Fliegerhorst Münchendorf (Lage) in Niederösterreich. Mit 28 einsatzbereiten Dornier Do 17Z-2 bombardierte sie am 6./7. April, zusammen mit anderen Geschwadern, die jugoslawische Hauptstadt Belgrad. Insgesamt 484, nach anderen Angaben 611 Sturzkampfbomber und Bomber in fünf Wellen erreichten Belgrad, das über keine Flugabwehrgeschütze besaß und zur offenen Stadt erklärt worden war. Die Aktion lief unter dem Codenamen „Unternehmen Strafgericht“. Die erste Welle der Luftangriffe sollte die Stadt verwüsten und die Bevölkerung treffen. Sie sollte Großbrände verursachen, um für den geplanten folgenden Nachteinsatz die Zielauffindung zu erleichtern. Die zweite Welle sollte dann militärische Anlagen und Verwaltungszentren treffen. Durch den Abwurf von insgesamt 382 Tonnen Sprengstoff, 448 Brand- und Splitterbomben kamen tausende Menschen ums Leben. Die genaue Anzahl der Opfer ist bis heute umstritten, die Schätzungen gehen weit auseinander und reichen von 1.500 bis 17.000 bzw. sogar 30.000. Nach dem Krieg veröffentlichte offizielle jugoslawische Angaben sprechen von mindestens 2.271 Opfern. Von den etwa 20.000 Häusern Belgrads wurden 9.000 zerstört oder beschädigt. Der Chef der verantwortlichen Luftflotte 4, General der Flieger (später Generaloberst) Alexander Löhr wurde aufgrund dieses Kriegsverbrechens nach Kriegsende von einem jugoslawischen Gericht zum Tode verurteilt und am 26. Februar 1947 in Belgrad hingerichtet.
Nach der am 17. April erfolgten Kapitulation Jugoslawiens verlegte die III. Gruppe nach Griechenland und bombardierte am 23. April den Kanal von Korinth. Nachdem am 27. April deutsche Bodentruppen in Athen einrückten, endeten die Kämpfe auf dem griechischen Festland am 29. April.
Auch an der anschließenden Luftlandeschlacht um Kreta nahm die III. Gruppe ab 20. Mai als Teil des VIII. Fliegerkorps der Luftflotte 4 teil. Dazu war sie in Athen-Tatoi (Lage) stationiert.

### Deutsch-Sowjetischer Krieg
1941
Am Überfall auf die Sowjetunion nahm das Geschwader mit allen drei Gruppen teil. Dazu war der Geschwaderstab, die I. und II. Gruppe dem II. Fliegerkorps und die III. Gruppe dem VIII. Fliegerkorps, jeweils der Luftflotte 2 im Mittelabschnitt der Ostfront unterstellt. Bei Angriffsbeginn am 22. Juni 1941 lagen der Stab und die I. und II. Gruppe in Deblin-Irena (Lage) und die III. Gruppe in Suwalki-Dubowo (Lage). Der Stab, die I. und II. Gruppe verfügten über 81 Junkers Ju 88A-4, davon 67 einsatzbereit, während die III. Gruppe über 38 Dornier Do 17Z-2, davon 18 einsatzbereit hatte. Die Ju 88 mit ihren zwei Jumo 211-Motoren hatte gegenüber der Do 17 etwa 840 PS mehr Startleistung, die ihr eine um 90 km/h höhere Höchstgeschwindigkeit und eine um 2000 kg höhere Bombenlast verlieh.

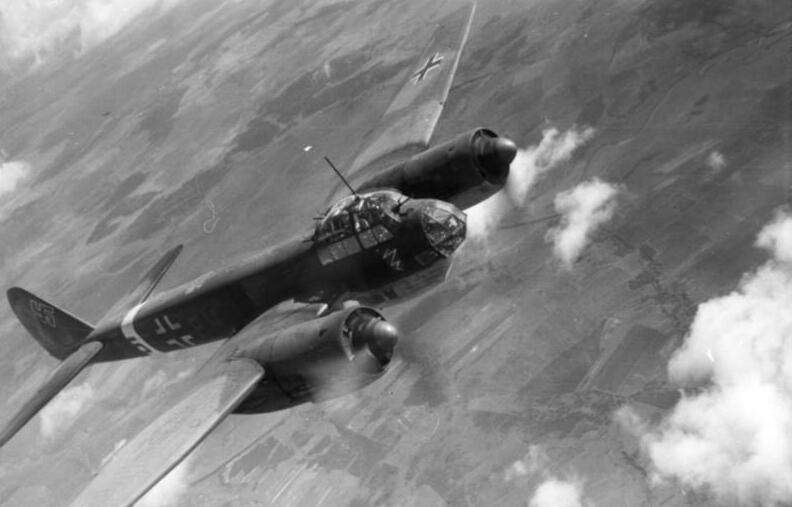
Junkers Ju 88A des KG 3 über der Sowjetunion

In den frühen Morgenstunden attackierte die I. Gruppe den Militärflughafen Pinsk, auf dem das 39. Bombenfliegerregiment der sowjetischen Luftwaffe lag. Im Tiefflug bekämpfte sie die dort aufgereiht stehenden Bomber vom Typ Tupolew SB-2 und Petljakow Pe-2. Nach sowjetischen Aufzeichnungen wurden bei diesem Luftangriff 43 SB-2 und 5 Pe-2 am Boden zerstört. Am 28. Juni flogen die I. und II. Gruppe Luftangriffe auf die Festung Brest, um die eine mehrtägige Schlacht entbrannte. Anschließend bombardierten die I. bis III. Gruppe in den ersten Julitagen feindliche Truppenkonzentrationen und -transporte im Bereich Smolensk, Bobruisk, Briansk, Mogilev und Witebsk. Ab 7. Juli unterstützten sie bei der Kesselschlacht bei Smolensk Verbände der Panzergruppe 3 und 2 die sich massiven Gegenangriffen ausgesetzt sahen. Alle drei Gruppen nahmen am 22. Juli am ersten Luftangriff auf Moskau teil. Dazu lagen der Stab und die I. Gruppe, auf dem Flugplatz Orscha/Süd (Lage), die II. Gruppe in Bojary (Lage) und die III. Gruppe in Parafjanowo (Lage). Insgesamt 195 Bomber der Kampfgeschwader 2, 3 und 53, geführt durch die Kampfgruppe 100 warfen in der Nacht 104 Tonnen Spreng- und 46.000 Brandbomben ab. Die III. Gruppe attackierte ab dem 24. Juli Truppenansammlungen der sowjetischen Reservefront die mit der 24. Armee im Bereich Jarzewo offensiv vorging. Insbesondere Panzer, Artilleriegeschütze und Lkw-Kolonnen wurden mittels Luftangriffen bekämpft.
Ab dem 3. August wechselte das der III. Gruppe übergeordnete VIII. Fliegerkorps zur Luftflotte 1 im Norden der Ostfront. Aufgrund dessen wechselte die III. Gruppe auf den Fliegerhorst Rjelbitzy (Lage) westlich des Ilmensees gelegen. Von hier aus unterstützte sie die Panzergruppe 4 und die 18. Armee bei ihrem Vormarsch von Pleskau am Ladogasee nach Leningrad. Die I. und II. Gruppe blieben derweil im Mittelabschnitt der Ostfront und bombardierten Verkehrsweg im Hinterland der Front. So traf es am 8. August und 16. September Wjasma, am 1. September Kursk und am 15. September Orel. Die I. Gruppe intervenierte zusammen mit der Panzergruppe 2 nach Süden und nahm an der Schlacht um Kiew teil.
Bei der am 2. Oktober beginnenden Schlacht um Moskau waren der Geschwaderstab, die I. und die II. Gruppe dem II. Fliegerkorps der Luftflotte 2 unterstellt. Der Liegeplatz war Schatalowka/West (Lage), etwa 55 km südöstlich von Smolensk. Die III. Gruppe diente unter dem Kommando des VIII. Fliegerkorps der Luftflotte 2 und lag in Witebsk. (Lage) Dorthin verlegte auch die im August aufgestellte 10. Staffel des Geschwaders. Diese Staffel, die direkt dem Geschwaderstab unterstellt war, wurde aus kroatischen Freiwilligen gebildet. Die III. Gruppe bombardierte im Bereich der 9. Armee und der Panzergruppe 3 Bodenziele und unterstützte die Einkesselung von mehreren sowjetischen Armeen bei Wjasma. Anschließend ebnete sie mit Luftangriffen auf Fahrzeugkolonnen, Eisenbahnzielen und feindlichen Stellungen der Kalininer Front bis Anfang Dezember den Vormarsch der Panzergruppe 3 zum Moskaukanal. Dabei fiel am 1. Dezember der Gruppenkommandeur Major Wladimir Graowaess, als seine Do 17Z-2 im Raum Radchino, etwa 75 km westsüdwestlich von Moskau, mit einer anderen Do 17Z zusammenstieß und abstürzte. Danach verlegte sie nach Gütersloh um auf die Junkers Ju 88A-4 umgerüstet zu werden. Die I. Gruppe beteiligte sich am 20. Oktober und am 6. November an weiteren Luftangriffen auf Moskau. Sie verlor am 25. November ihren Gruppenkommandeur Oberstleutnant Frithjof Pasquay, der südöstlich von Moskau nahe Tambov mit seiner Ju 88A-4 (Geschwaderkennung 5K+BB) abstürzte. Ebenso die II. Gruppe am 27. Oktober und am 9. November. Als dann am 5. Dezember die sowjetische Gegenoffensive begann, stemmten sich beide Gruppen gegen den sowjetischen Vormarsch. Dabei kam am 21. Dezember der Gruppenkommandeur der II. Gruppe, Hauptmann Kurd Peters ums Leben, als seine Ju 88A-4 (Geschwaderkennung 5K+AC) bei Kaluga zu Boden ging.
1942
Von Dezember 1941 bis Februar 1942 befand sich die I. Gruppe zur Auffrischung in Münster (Lage) und die III. Gruppe rüstete von November 1941 bis Mai 1942 in Gütersloh (Lage), von der Dornier Do 17Z-2 auf die Junkers Ju 88A-4 um. Währenddessen befand sich der Geschwaderstab mit einer Ju 88A-4 und ab Februar die I. Gruppe mit 39 Ju 88A-4 in Dno (Lage) im Norden der Ostfront. Dort waren sie dem I. Fliegerkorps der Luftflotte 1 unterstellt. Die II. Gruppe war mit 19 Ju 88A-4 und ab Mai die III. Gruppe mit 36 Ju 88A-4 und 6 Ju 88A-5 in Orscha in der Mitte der Ostfront stationiert. Dort waren sie der 1. Fliegerdivision des Luftwaffenkommandos Ost zugeteilt.
Das Frühjahr 1942 an der Ostfront war auf deutscher Seite geprägt von der Abwehr der sowjetischen Winteroffensive und der Wiederherstellung geschlossener Fronten. Im Mai erhielt die 6. Staffel die Ju 88C-6, die aufgrund ihrer nach vorn feuernden 20-mm-Maschinenkanone speziell für die Bekämpfung von Eisenbahnanlagen und -gerät eingesetzt wurde. Bei einem Luftangriff auf den Bahnhof Dechino wurde die Ju 88A-4 (Geschwaderkennung 5K+AC) durch Flaktreffer beschädigt und stürzte ab. Dabei fiel der Gruppenkommandeur der II. Gruppe, Major Waldemar Krüger. Im Juni versammelten sich der Geschwaderstab und die I. bis III. Gruppe auf dem Fliegerhorst Schatalowka/West (Lage) im Bereich der Heeresgruppe Mitte. Von hier aus unterstützten sie den Vormarsch der 4. Panzerarmee auf Woronesch ab dem 28. Juni im Rahmen der deutschen Sommeroffensive. Anschließend wurde das Geschwader im Bereich der Heeresgruppe Mitte mit dem Schwerpunkt Toropez und in den Frontbögen von Rschew und Orel eingesetzt. Als die Sowjetarmee ab den 25. November eine Großoffensive begann, die darauf abzielte die deutschen Truppen im Frontvorsprung von Rschew einzukesseln war das Geschwader erneut an den Abwehrschwerpunkten eingesetzt. Dabei kehrte am 30. November der Gruppenkommandeur der III. Gruppe Hauptmann Ernst Wilhelm Ihrig von einem Einsatz mit seiner Ju 88A-14 (Geschwaderkennung 5K+AD) im Raum Belyy-Luchesa-Tal nicht zurück.
1943
Anfang 1943 befand sich das Geschwader mit dem Stab, der I. und III. Gruppe immer noch im Mittelabschnitt der Ostfront. Die II. Gruppe verlegte zur Auffrischung nach Posen. Nach den schweren Kämpfen zur Unterstützung der Bodentruppen durch Tieffliegerangriffe, verfügte die I. und die III. Gruppe noch über jeweils 17 Ju 88 verschiedener Ausführungen. Der Geschwaderkommodore Major Jobst-Heinrich von Heydebreck wurde am 3. Januar mit seiner Ju 88A-14 (Geschwaderkennung 5K+CA) auf sowjetischer Seite der Front abgeschossen und blieb vermisst. Er wurde durch Oberstleutnant Walter Lehweß-Litzmann ersetzt. Die Geschwaderteile verlegten im Januar auf den Fliegerhorst Charkow im Süden der Ostfront. Dort waren sie dem Luftwaffenkommando Don, ab 18. Februar umbenannt in I. Fliegerkorps, unterstellt. Hier mussten infolge der sowjetischen Angriffsunternehmen Saturn und Uranus die deutschen und verbündeten Truppen um hunderte Kilometer zurückweichen und es drohte die Einschließung von großen Teilen der Heeresgruppe Don und der Heeresgruppe A. In einer Gegenoffensive gelang es jedoch nochmal die Front zu stabilisieren. Bei dieser Schlacht bei Charkow war das Geschwader stets an den Brennpunkten eingesetzt und unterstützte durch Luftangriff auf gegnerische Stellungen den Vormarsch. Im März kehrte der Geschwaderstab und die I. Gruppe zur Neuausrüstung in die Heimat zurück. Lediglich die III. Gruppe mit 20 Ju 88A-14 blieb in Poltawa (Lage) im Süden der Ostfront stationiert. Dorthin kehrte im April auch die II. Gruppe mit 39 Ju 88A-4 zurück. Am 22. April griff die III. Gruppe unter Führung ihres Gruppenkommandeurs Hauptmann Siegfried Jungklaus die sowjetische Marinebasis Poti am Schwarzen Meer an. Die Ju 88A-4 (Geschwaderkennung 5K+BD) des Gruppenkommandeurs kehrte nicht zurück und blieb vermisst. Jungklaus wurde am 3. September posthum das Ritterkreuz des Eisernen Kreuzes verliehen.

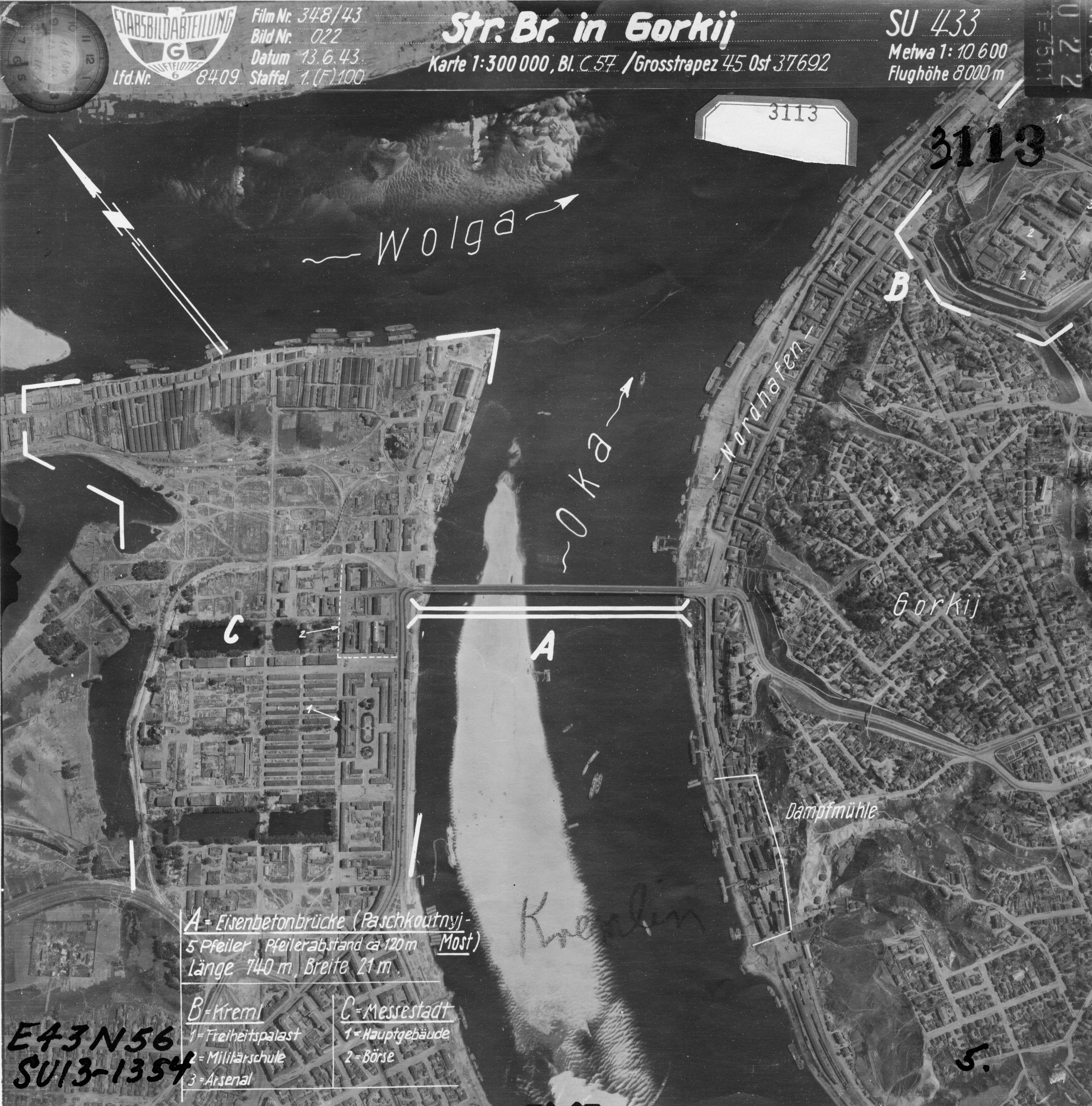
Deutsche Luftaufnahme von Gorki, von Aufklärungsflugzeugen der 1.(F)/100 am 15. Juni fotografiert

Beide Gruppen nahmen vom 5. bis 22. Juni an den Luftangriffen auf Gorki und Jaroslawl teil. In Nachtangriffen, zusammen mit anderen Kampfgeschwadern, sollten das Panzerwagenwerk „Molotow“ und das Kunstkautschukwerk Jaroslawl angegriffen werden. Dabei kamen in Gorki 282 Menschen ums Leben, bei 527 Verletzten und 52 Gebäude des Werkes wurden zerstört. In Jaroslawl wurden über 120 Menschen getötet, rund 150 weitere verletzt und über 200 Gebäude (darunter einige Werkshallen des Kautschukwerkes) vollständig zerstört.
Anschließend nahmen der Stab und die II. Gruppe am Unternehmen Zitadelle teil. Dazu flogen sie von Poltawa aus, als Teil des VIII. Fliegerkorps der Luftflotte 4, Luftangriffe zur Unterstützung der 4. Panzerarmee und der Armeeabteilung Kempf. Ende Juli kehrte die I. Gruppe mit 34 Ju 88A-4 von ihrer Neuausrüstung zurück und bezog ebenfalls den Fliegerhorst Poltawa. Sich dem allgemeinen Rückzug anschließend verlegte das Geschwader im August nach Kirowograd, bis auf die III. Gruppe die zur Neuausstattung nach Münster geschickt wurde. Während dieser Zeit waren die beiden Gruppen in der Schlacht am Dnepr eingesetzt. In unzähligen Luftangriffen, teilweise im Tieffliegerangriff direkt auf Truppenansammlungen eingesetzt, sank die Einsatzbereitschaft beim Material und den Besatzungen schnell ab. So explodierte am 7. September die Junkers Ju 88 des Geschwaderkommodore Walter Lehweß-Litzmann aus zunächst ungeklärten Gründen während des Fluges, so dass sie abstürzte. Lehweß-Litzmann konnte sich mit dem Fallschirm retten und geriet in sowjetische Kriegsgefangenschaft. Wie sich nach dem Krieg herausstellte, hatte eine Widerstandsgruppe um die Wäscherin Anna Morosowa auf dem Fliegerhorst Sprengsätze am hinteren 900-Liter-Tank der Flugzeuge angebracht. Diese explodierten bei plötzlichen Höhenverlust infolge eines Sturzfluges, worauf das Flugzeug abstürzte.
Im Oktober wechselte der Geschwaderstab und die I. Gruppe nach Kalinowka (Lage), westlich des Dnepr und die II. Gruppe nach Orscha/Süd (Lage), in den Mittelabschnitt der Ostfront. Im Dezember gingen dann der Geschwaderstab, die I. und II. Gruppe nach Terespol. (Lage) Dem IV. Fliegerkorps unterstellt, trainierten die Besatzungen für nächtliche Luftangriffe auf weit hinter Front liegende industrielle Ziele wie Kraftwerke, Ölraffinerien oder Rüstungsfabriken.
1944
Anfang 1944 lagen der Geschwaderstab, die I. und die II. Gruppe in Terespol nahe Brest-Litowsk im Mittelabschnitt der Ostfront. Insgesamt standen 60 Ju 88A-4 und 3 Ju 88C-6 zur Verfügung. Ab Mai, als sich eine Offensive der Sowjetarmee gegen die Heeresgruppe Mitte abzeichnete bombardierte sie Transportverbindungen im Raum Smolensk. Anfang Juni verlegten der Geschwaderstab, die I. und die II. Gruppe nach Burg und Altenburg und wurden anschließend im Juli aufgelöst. Das Personal wechselte zu Jagdfliegereinheiten.

### Luftangriffe mit der V1

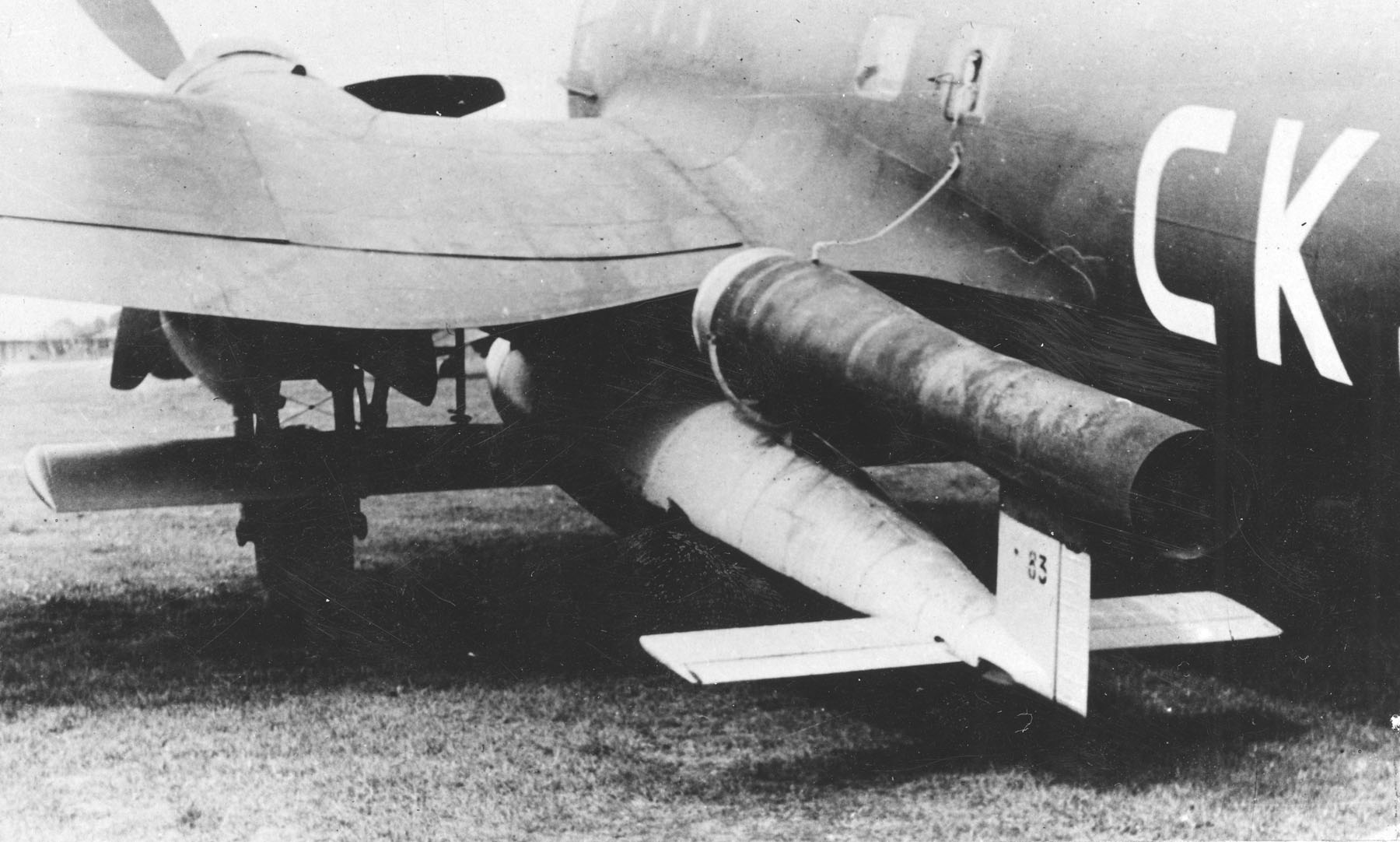
He 111 mit Fi-103-Flugbombe unter der Tragfläche

Die III. Gruppe wurde im Februar 1944 in die I. Gruppe des Nachtjagdgeschwaders 7 umgewandelt und schied aus dem Geschwaderverband aus. Anschließend bildete sich aus der II. Gruppe des Kampfgeschwaders 51 eine neue III. Gruppe. Diese lag ab März auf dem Fliegerhorst Grieslienen und erhielt Bomber vom Typ Heinkel He 111H-22. Diese Version, die mit zwei Jumo 211-Motoren ausgestattet war, erreichte mit 2700 PS eine Höchstgeschwindigkeit von 436 km/h und konnte unter den Tragflächen eine Fi-103-Flugbombe, auch bekannt als Vergeltungswaffe 1 oder V1, mitführen. Ab 28. Juni war die III. Gruppe auf den niederländischen Basen in Venlo (Lage) und Gilze-Rijen (Lage) stationiert. Ab 9. Juli flog sie die ersten Einsätze mit Fieseler Fi 103-Flugbomben gegen London und Southampton. Diese waren an der Tragfläche zwischen dem Rumpf und dem Motor untergehängt und wurden in 500 m Höhe über der Nordsee ausgeklinkt. Bis Anfang September wurden so rund 300 V1-Raketen in Richtung britische Inseln abgefeuert. Anschließend wechselte die Gruppe als I. Gruppe zum Kampfgeschwader 53.

## Kommandeure

### Geschwaderkommodore
| Dienstgrad     | Name                             | Zeit                                   |
| -------------- | -------------------------------- | -------------------------------------- |
| Oberst         | Wolfgang von Chamier-Glisczinski | 1. Mai 1939 bis 1. September 1941      |
| Oberst         | Heinrich Conrady                 | 1. September 1941 bis 31. Oktober 1942 |
| Oberstleutnant | Erich Rathmann                   | Oktober 1942 bis Oktober 1942          |
| Major          | Jobst-Hinrich von Heydebreck     | 1. November 1942 bis 3. Januar 1943 †  |
| Oberstleutnant | Walter Lehweß-Litzmann           | Januar 1943 bis 7. September 1943      |
| Major          | Fritz Auffhammer                 | 24. September 1943 bis 18. August 1944 |

### Gruppenkommandeure
I. Gruppe
- Oberstleutnant Rudolf Gabelmann, 1. März 1940 bis 23. Juli 1940[79]
- Major Wilhelm-Georg von Kunowski, 23. Juli 1940 bis 4. August 1940[80]
- Oberstleutnant Carl Freiherr von Wechmar, 5. August 1940 bis 2. April 1941[81]
- Major Günther Heinze, 2. April 1941 bis 6. Juli 1941 †[82]
- Major Hans Bader, 12. Juli 1941 bis Oktober 1941[83]
- Hauptmann Ernst Nitsche Oktober 1941 bis Oktober 1941[84]
- Oberstleutnant Fridtjof Pasquay, Oktober 1941 bis 25. November 1941 †[85]
- Hauptmann Heinz Laube, 1. Dezember 1941 bis 13. November 1942[86]
- Hauptmann Joachim Jödicke, 14. November 1942 bis 14. April 1944[87]
- Major Bernhard von Dobschütz, 15. April 1944 bis 18. August 1944[88]

II. Gruppe
- Oberst Viktor Seebauer, 1. Mai 1939 bis 30. Juni 1939[89]
- Oberstleutnant Erich Munske, 1. Juli 1939 bis 31. März 1940[90]
- Oberst Albrecht Jahn, 1. April 1940 bis 16. Mai 1940 †[91]
- Hauptmann Otto Pilger, 16. Mai 1940 bis 7. Januar 1941[92]
- Major Johannes Hübner, 7. Januar 1941 bis November 1941[93]
- Hauptmann Kurd Peters, November 1941 bis 21. Dezember 1941 †[94]
- Major Waldemar Krüger, Dezember 1941 bis 22. Mai 1942 †[95]
- Major Günther Dörffel, Mai 1942 bis 28. Oktober 1942[96]
- Major Jürgen de Lalande, 29. Oktober 1942 bis 20. Oktober 1943[97]
- Hauptmann Willi Müller, 20. Oktober 1943 bis 18. August 1944[98]

III. Gruppe
- Oberstleutnant Hans Grund, 1. Mai 1939 bis 1. Juli 1939[99]
- Oberstleutnant Karl Neuhüttler, 1. Juli 1939 bis 2. März 1940[100]
- Oberst Albrecht Jahn, 2. März 1940 bis 12. Mai 1940 †[101]
- Major Wilhelm-Georg von Kunowski, 13. Mai 1940 bis 20. Mai 1940[102]
- Major Erich Rathmann, 21. Mai 1940 bis September 1941[103]
- Hauptmann Wladimir Graowaes, September 1941 bis 1. Dezember 1941 †[104]
- Hauptmann Ernst-Wilhelm Ihrig, 8. Dezember 1941 bis 30. November 1942 †[105]
- Hauptmann Siegfried Jungklaus, Dezember 1942 bis 22. April 1943 †[106]
- Hauptmann Horst Bengsch, 18. Mai 1943 bis Februar 1944[107]
- Hauptmann Martin Vetter, 6. Februar 1944 bis September 1944[108]

IV. Gruppe
- Major Wilhelm-Georg von Kunowski, August 1940 bis September 1940[109]
- Oberleutnant Hans Claussen, September 1940 bis April 1941[110]
- Hauptmann Waldemar Krüger, April 1941 bis 30. September 1941[111]
- Major Erich Rathmann, 1. Oktober 1941 bis 14. September 1942[112]
- Major Jürgen de Lalande, 15. September 1942 bis 24. Oktober 1942[113]
- Major Paul Breu, 25. Oktober 1942 bis 31. Mai 1944[114]
- Major Joachim Jödicke, 1. Juni 1944 bis 18. August 1944[115]

## Auszeichnungen
Bekannte Träger des Ritterkreuz des Eisernen Kreuzes oder höherer Stufen des Kampfgeschwaders 3.
| Name                              | Dienstgrad    | Einheit   | Ritterkreuz   |
| --------------------------------- | ------------- | --------- | ------------- |
| Breu, Peter-Paul                  | Hauptmann     | II./KG 3  | 2. Okt. 1942  |
| von Chamier-Glisczinski, Wolfgang | Oberst        | Stab/KG 3 | 6. Okt. 1940  |
| Cordes, Udo                       | Leutnant      | 9./KG 3   | 12. Juni 1943 |
| Dous, Willi                       | Oberleutnant  | 8./KG 3   | 5. Juli 1941  |
| Fach, Ernst                       | Hauptmann     | 9./KG 3   | 3. Sep. 1943  |
| Fecht, Karl-August                | Hauptmann     | 2./KG 3   | 30. Dez. 1942 |
| Geschwill, Heinz                  | Leutnant      | 9./KG 3   | 23. März 1941 |
| Gey, Joachim                      | Oberleutnant  | 6./KG 3   | 20. Juni 1943 |
| Hampe, Herbert                    | Oberfeldwebel | 4./KG 3   | 5. Apr. 1944  |
| Haupt, Karl                       | Oberfeldwebel | 8./KG 3   | 3. Feb. 1943  |
| Jödicke, Joachim                  | Major         | I./KG 3   | 5. Feb. 1944  |
| Jungklaus, Siegfried †            | Hauptmann     | III./KG 3 | 3. Sep. 1943  |
| Kralemann, Friedrich †            | Oberfeldwebel | II./KG 3  | 29. Okt. 1943 |
| Leopold, Fritz †                  | Hauptmann     | 5./KG 3   | 26. März 1944 |
| Martin, Wolfgang                  | Oberfeldwebel | 6./KG 3   | 30. Dez. 1942 |
| Moosgraber, Hans-Theo †           | Oberleutnant  | 5./KG 3   | 29. Okt. 1943 |
| Röwer, Herbert †                  | Oberfeldwebel | 9./KG 3   | 3. Juli 1943  |
| Schäfer, Eberhard †               | Leutnant      | 9./KG 3   | 7. Apr. 1944  |
| Seifert, Heinz                    | Oberleutnant  | 3./KG 3   | 31. Dez. 1943 |
| Weinreich, Helmut                 | Hauptmann     | 7./KG 3   | 21. Jan. 1943 |

## Bekannte Geschwaderangehörige
- Peter Berns (1907–1941), war ab 1936, für die NSDAP Mitglied des nationalsozialistischen Reichstages
- Paul Buntrock (1915–1985), Generalmajor der Luftwaffe der Bundeswehr
- Walter Lehweß-Litzmann (1907–1986), war von 1952 bis 1959 Chef der fliegerischen Ausbildung der KVP und NVA-Luftstreitkräfte und von 1959 bis 1970 Direktor des Flugbetriebs der Interflug in der DDR